# Nenjiang Lu
Nenjiang Lu (chiń. 嫩江路站) – stacja początkowa metra w Szanghaju, na linii 8. Zlokalizowana jest pomiędzy stacjami Shiguang Lu i Xiangyin Lu. Została otwarta 29 grudnia 2007.